# Valentin Vodev
Valentin Vodev (* 1978 in Sofia) ist ein österreichischer Industriedesigner.

## Biografie
Valentin Vodev wurde 1978 in Sofia, Bulgarien geboren. 1998 kam er nach Wien und absolvierte Produktgestaltung und Industriedesign an der Universität für angewandte Kunst, danach Design Products am Royal College of  Art in London. Schon während seines Studiums gründete Vodev sein eigenes Studio. Neben Aufträgen verschiedener internationaler Kunden entwarf er Produkte im Bereich Konsumgüter, Transportmittel, Möbel und Design für den öffentlichen Raum.

## Werk
Vodev arbeitete mit dem Designer und Architekt Ron Arad sowie dem britischen Designer Sebastian Conran zusammen. 2011 und 2013 war er Kurator für die Sofia Design Week und 2014 im Creative Team der One Design Week.
Eines seiner ersten international bekannten Projekte war der Roller Buggy, ein Kinderwagen, der sich zu einem Tretroller erweitern lässt.
Auch mit Produkten wie dem „Pullchair“, ein Kinderwagen, der in eine Laptoptasche passt, dem „Biquattro“, ein elektrisches Transportfahrrad, und dem „Vienna Bike“, ein kompaktes, faltbares Lastendreirad, erlangte Vodev internationale Anerkennung. Das Vienna Bike wurde auf der London Eco-Rally 2011 vorgestellt und von der Europäischen Kommission ausgewählt, Österreich in einer von 27 Öko-Erfolgsgeschichten zu repräsentieren. Zudem wurde es unter anderem im Buch „100 best Bikes“ veröffentlicht.
In einer Kooperation mit der Kultmarke Lohner designte Vodev den E-Roller Lea, in dem er auf ein Modell aus den 1960er Jahren zurückgriff und dieses weiterentwickelte. Sein Designprodukt VELLO bike, ein urbanes Fahrrad mit einem magnetischen Faltmechanismus, trat 2015 in den Markt ein.
Vodev ist dreifacher Gewinner des Internationalen Fahrrad Design Wettbewerbs und erlangte 2009 beim Red Dot Design Award den Preis in der Kategorie Mobilität sowie im Jahr 2015 den Red Dot Design Award „Best of the Best“ für das VELLO bike.
Ausgestellt wurden Vodevs Designprodukte unter anderen auf dem Salone del Mobile in Mailand, dem London Design Festival, der ICFF in New York, 100% Design in London und Tokyo und der Vienna Design Week.

## Auszeichnungen
- Red Dot Design Award „Best of the Best“ 2015, Essen, Deutschland
- Merit Award 2012, 16. Bicycle Design Competition, Taichung, Taiwan
- Merit Award 2010, 14. International Bicycle Design Competition, Taichung, Taiwan
- Red Dot design award, Singapur, 2009
- Merit Award 2009, Incheon International Design Prize, Incheon Metropolitan City, Korea
- Bronze Prize 2007, 11. International Bicycle Design Competition, Taipei, Taiwan